# Европейская ассоциация бильярда и снукера
Европейская ассоциация бильярда и снукера (англ. European Billiards and Snooker Association; часто встречается аббревиатура EBSA) — главная любительская (непрофессиональная) управленческая европейская организация бильярда и снукера. Действующий председатель — ирландец Джим Лики.

## Основные данные

### Страны-участницы
EBSA контролирует развитие любительского бильярда и снукера в Европе. Прежде всего, контроль распространяется на страны-члены этой организации. В настоящее время в EBSA состоят 40 государств, причём некоторые из них (Гибралтар, Джерси, Остров Мэн и др.) не являются независимыми. Ниже представлен полный список стран-участниц ассоциации.

| Австрия Беларусь Бельгия Болгария Хорватия Кипр Чехия Дания Англия Эстония | Финляндия Франция Германия Гибралтар Греция Гернси Голландия Венгрия Исландия Остров Мэна | Израиль Италия Джерси Латвия Литва Мальта Молдова Северная Ирландия Норвегия Польша | Ирландия Румыния Россия Шотландия Испания Швеция Швейцария Турция Украина Уэльс |

### Деятельность и состав
Под управлением ассоциации ежегодно проходят три крупнейших региональных любительских турнира: чемпионат Европы среди мужчин, женщин и ветеранов, чемпионат Европы среди юниоров и командный Кубок Европы EBSA (также в трёх категориях). Кроме того, EBSA принадлежат такие турниры, как WSA European Play Offs (его победители могут получить лицензию профессионального игрока), Кубок Балтии и Home Internationals.
Задачи ассоциации — развивать и популяризировать представленные виды бильярда по всей Европе, регулировать судейские и тренерские нормы в странах-участницах EBSA.
Европейская ассоциация тесно сотрудничает с Международной федерацией бильярда и снукера, и, как и остальные аналогичные континентальные организации, является в некотором смысле частью IBSF. Поэтому в ней действуют многие нормы вышестоящей, «мировой» организации. Все члены администрации EBSA автоматически становятся участниками IBSF.
Администрация EBSA состоит из председателя (президента), вице-президента, секретаря и финансового директора. Они избираются сроком на 2 года с возможностью переизбрания. Страна, в которой проживает секретарь, считается «домом» EBSA.